# Železnice Srbije

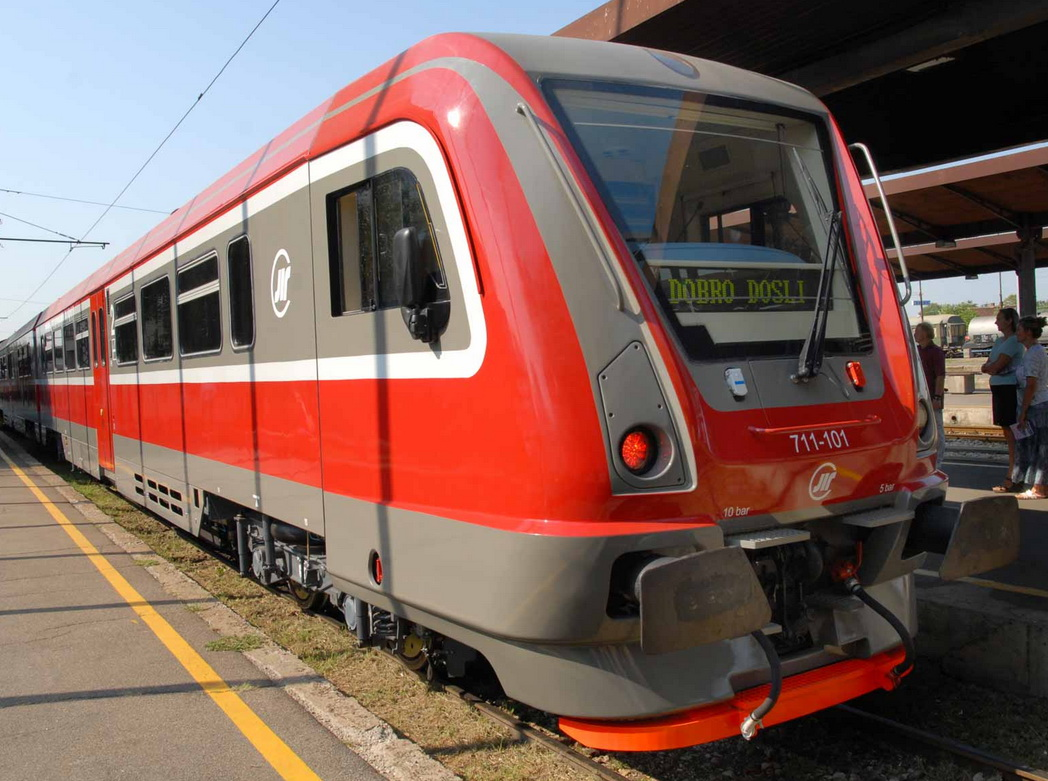
Un treno a Belgrado, Serbia.

Železnice Srbije (Железнице Србије) è la società che controlla tutte le ferrovie di Serbia. La rete ferroviaria serba è lunga 4.347 chilometri, con il 32% di essi elettrificati.
Oltre al servizio ferroviario ordinario, la società controlla anche la ferrovia turistica Šarganska osmica.